# Contigo hasta el final
«Contigo hasta el final» (укр. «З тобою до кінця») — пісня іспанського гурту «El Sueño de Morfeo», з якою він представляв Іспанію на пісенному конкурсі Євробачення 2013 в Мальме. Пісня була виконана 18 травня у фіналі, де, з результатом у 8 балів, посіла передостаннє, двадцять п'яте, місце.